# آرثر دينتون
آرثر دينتون (21 أكتوبر 1896 في المملكة المتحدة - 23 يناير 1961 في المملكة المتحدة) (بالإنجليزية: Arthur Denton)‏ هو لاعب كريكت بريطاني (وحمل سابقاً جنسية المملكة المتحدة لبريطانيا العظمى وأيرلندا).